# Mezőcsát
Mezőcsát là một thành phố thuộc hạt Borsod-Abaúj-Zemplén, Hungary. Thành phố này có diện tích 103,09 km², dân số năm 2010 là 6083 người, mật độ 59 người/km².